# Dariusz Przywieczerski
Dariusz Tytus Przywieczerski (ur. 8 maja 1946 we Włocławku) – polski urzędnik i przedsiębiorca związany m.in. z Universalem i Bankiem Inicjatyw Gospodarczych. Zamieszany w aferę FOZZ, w 2005 skazany na karę więzienia, przez ponad dziesięć kolejnych lat poszukiwany listem gończym. W 2018 ekstradowany do Polski.

## Życiorys

### Wykształcenie i praca urzędnicza
Jego ojciec Edmund był pracownikiem Ministerstwa Handlu Zagranicznego. Dariusz Przywieczerski ukończył szkołę podstawową w Falenicy. Po maturze wstąpił do Polskiej Zjednoczonej Partii Robotniczej, do której należał do 1989. Ukończył Szkołę Główną Planowania i Statystyki (SGPiS) w Warszawie. Po studiach pracował w Centrali Handlu Zagranicznego Paged, gdzie został zastępcą dyrektora. Od 1974 pracował w Komitecie Centralnym PZPR, w 1976 był inspektorem Wydziału Organizacyjnego. W 1980 został radcą handlowym ambasady PRL w Nairobi, stolicy Kenii. Zarabiał pieniądze na dostawach kawy i herbaty do sąsiedniej Ugandy.

### Kariera w biznesie
Po powrocie do kraju w 1985 został dyrektorem firmy Universal, eksportera AGD. W lipcu 1992 wprowadził spółkę na giełdę w Warszawie. Universal został z niej usunięty w 1998 za notoryczne łamanie obowiązku informacyjnego.
W 1989 Przywieczerski był współzałożycielem Banku Inicjatyw Gospodarczych (obecnie Bank Millennium). W 1994 kupił za 300 mld starych zł 20% akcji telewizji Polsat. Był notowany na liście 100 najbogatszych Polaków tygodnika „Wprost”; najwyższe miejsce (32.) zajmował w 1994.

### Afera FOZZ
Przywieczerski był jednym z zamieszanych w sprawę nieprawidłowości w Funduszu Obsługi Zadłużenia Zagranicznego w okresie, gdy był doradcą jego prezesa Grzegorza Żemka. W 2005 został skazany na 3,5 roku więzienia oraz 330 tys. zł grzywny za wyprowadzenie z Funduszu około 1,5 mln dolarów. Przebywał wówczas na Białorusi, skąd uciekł do Londynu, potem do Nowego Jorku, a stamtąd – w nieznanym kierunku. Wysłano wówczas za nim list gończy. W 2008 ustalono, że przebywa w Stanach Zjednoczonych, a urzędnicy Departamentu Sprawiedliwości odpowiadający za wnioski o ekstradycje, dysponują jego adresem i aktualnym numerem telefonu. Przedstawiciele władz USA nie chcieli jednak wydać Przywieczerskiego Polsce, a jego proces ekstradycyjny ciągnął się kilka lat. W październiku 2017 został zatrzymany na Florydzie i od tego czasu przebywał w areszcie. Na początku września 2018 pojawiły się doniesienia medialne, że Przywieczerski zostanie wkrótce wydany polskiemu wymiarowi sprawiedliwości. 8 września 2018 został ekstradowany do Polski, sprowadzony samolotem ze Stanów Zjednoczonych i osadzony w areszcie na Służewcu.